# Museum Cobra
Museum Cobra is een museum voor moderne en hedendaagse kunst in de Noord-Hollandse plaats Amstelveen. Het museum heeft een omvangrijke collectie kunst van Nederlandse moderne kunstenaars, vooral van de leden van de Cobra-beweging. Daarnaast organiseert het museum tijdelijke tentoonstellingen van (inter)nationale avant-garde kunstenaars.

## Geschiedenis
Het Cobra Museum voor Moderne Kunst Amstelveen opende zijn deuren op 8 november 1995, als verwijzing naar de oprichtingsdatum van de Cobra-beweging op 8 november 1948. Architect Wim Quist ontwierp het gebouw. Aanvankelijk stelde het museum de privécollectie tentoon van verzamelaar J. Karel P. van Stuijvenberg. De verzameling werd regelmatig aangevuld met eigen aankopen, langdurige bruiklenen en schenkingen.
Vanaf het begin van de eenentwintigste eeuw is het museum zich ook gaan concentreren op eigentijdse kunstenaars die in de geest van Cobra werken. Deze focus heeft onder meer geleid tot de Cobra Kunstprijs Amstelveen, die tussen 2005 en 2017 tweejaarlijks werd uitgereikt "aan een beeldend kunstenaar die vernieuwend werk maakt dat getuigt van engagement in de geest van de Cobra-beweging". De laureaten zijn Joost Conijn (2005), Johannes Schwartz (2007), Gijs Frieling (2009), Nathaniel Mellors (2011), Metahaven (2013), Jennifer Tee (2015) en Christian Friedrich (2017). De prijs bestond uit een geldprijs, een tentoonstelling in Museum Cobra, en een catalogus of andersoortige publicatie bij die tentoonstelling. Ook is het museum betrokken bij de driejaarlijkse Amstelveen Triënnale.

## Collectie

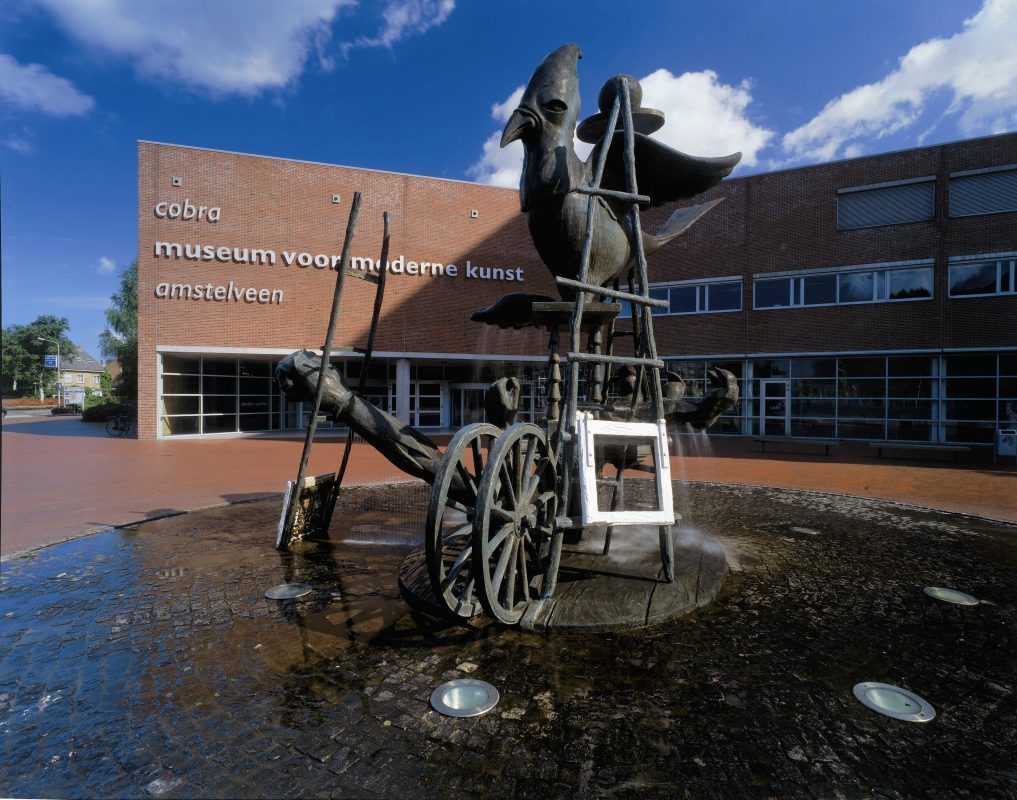
The fountain van Karel Appel

De vaste collectie van Museum Cobra heeft haar wortels in de privéverzameling van J. Karel P. van Stuijvenberg. De collectie omvat werken van bekende Cobra-kunstenaars als Karel Appel, Constant, Lucebert en Corneille. Ook onbekendere groepsleden, evenals verwante kunstenaars die daar nooit officieel van uitmaakten, hebben een plaats gekregen in de collectie. Het gaat om onder meer Anton Rooskens, Eugène Brands, Jan Nieuwenhuijs, Theo Wolvecamp en Lotti van der Gaag. Tijdens wisselende collectiepresentaties wordt werk uit de collectie vertoond, soms thematisch geordend. Naast schilderijen, sculpturen en andere unica, bezit het museum ook een grote verzameling Cobra-publicaties. Ook onderhoudt het Cobra Museum nauwe banden met andere musea waarvan Cobra een belangrijk bestanddeel van de collectie vormt, waaronder het Stedelijk Museum Amsterdam en het Stedelijk Museum Schiedam.
Het vijf meter hoge beeld The fountain voor de ingang aan het Sandbergplein is speciaal voor het museum gemaakt door Karel Appel. Het beeld bevat een viertal wateruitgangen, het is de enige fontein die Karel Appel heeft gemaakt. De onthulling van het beeld vond in 2001 plaats ter gelegenheid van de tachtigste verjaardag van Appel. De maquette van de fontein is door Karel Appel geschonken aan het museum en staat permanent tentoongesteld. De vuist in de fontein symboliseert kracht en de vogel staat voor vrijheid. Verschillende elementen waaruit de fontein is opgebouwd zijn zogenaamde objets trouvés.

## Gebouw

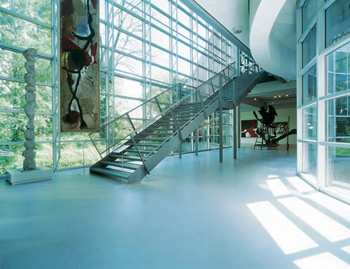
Interieur Cobra Museum, ontworpen door Wim Quist

Het museum is ontworpen door architect Wim Quist. Kenmerkend is de grote hoeveelheid natuurlijk licht die door de grote ramen valt op de begane grond. De ruimte bedraagt zo’n 2500 vierkante meter, verdeeld over twee verdiepingen. Op de begane grond worden doorgaans collectiepresentaties getoond, maar is er ook vaak ruimte voor een wisseltentoonstelling. Ook vindt men daar het museum en de winkel, waar onder meer een ruim assortiment aan boeken wordt verkocht over Cobra en verwante kunstenaars. Op de tweede verdieping worden wisseltentoonstellingen georganiseerd. Ook is hier ruimte voor werk uit de vaste collectie, evenals een kinderatelier, waarin creatieve en educatieve, aan Cobra gerelateerde workshops worden georganiseerd.
Toepasselijk genoeg ligt het aan het Sandbergplein, dat vernoemd is naar Willem Sandberg, oud-directeur van het Stedelijk Museum Amsterdam, die verantwoordelijk was voor de controversiële eerste grote Cobra-expositie in 1949. Leo Duppen, bij oprichting de directeur van Museum Cobra, kenschetste het gebouw als ‘doordacht en functioneel, er is niets overbodigs en de looproute is logisch. Van binnen is alles wit en grijs, de kleur moet komen van de schilderijen.’

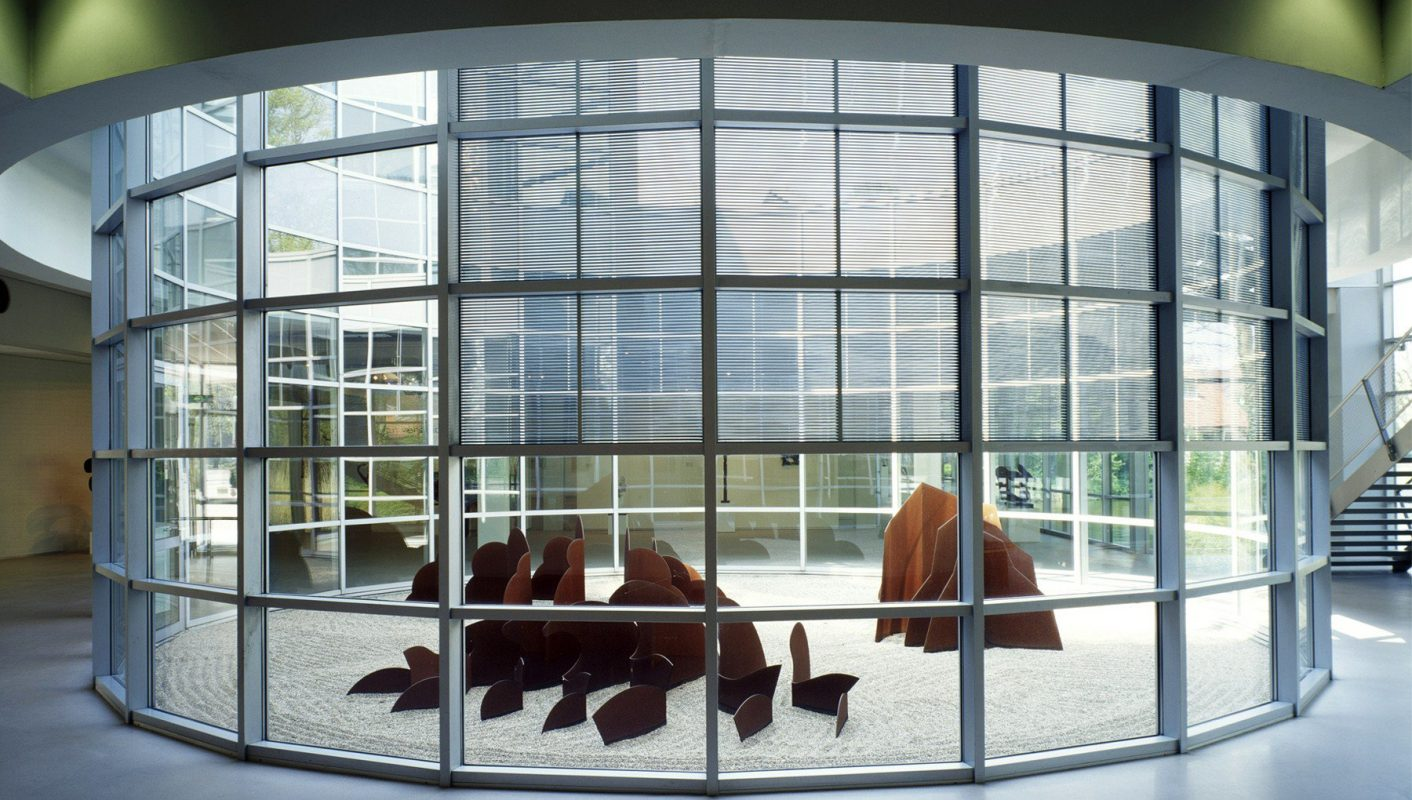
Japanse zentuin Shinkichi Tajiri

Museum Cobra beschikt over een ronde, niet toegankelijke binnentuin, in de vorm van een Japanse zentuin, die door Shinkichi Tajiri is aangelegd. De tuin is speciaal door Tajiri ontworpen voor Museum Cobra en is bij de opening in 1995 van het museum onthuld. De tuin geeft een haiku weer, die naar de vier elementen verwijst. De staande, organisch gevormde platen van cortenstaal refereren aan de bergen (aarde), de zee (water) en de wolken (lucht). De zon die het kunstwerk beschijnt symboliseert het vuur. De platen staal zijn geplaatst op een met speciaal vervaardigd gereedschap geharkt patroon van kiezelstenen, dat maandelijks in vloeiende en concentrische vormen wordt bijgehouden.

## Financiën
In 2023 kwam het museum acuut in de problemen doordat de gemeente Amstelveen te kennen gaf de jaarlijkse subsidie van 1,2 miljoen euro met ingang van 2024 te willen stopzetten. Het museum leed door tegenvallende bezoekersaantallen al jarenlang verliezen, die in 2022 waren opgelopen tot 350.000 euro met een verwachte verdubbeling van dat bedrag over het boekjaar 2023. De gemeente achtte het onverantwoord de subsidiëring voort te zetten. In september 2023 werd een tijdelijke oplossing gevonden doordat een ondernemer bereid was een krediet aan het museum te verlenen in de vorm van een lening. Acute sluiting was hiermee voorkomen, zodat tijd was gewonnen om met de gemeente tot afspraken te komen over de toekomst van het museum.
In juli 2024 stemde de Amstelveens gemeenteraad unaniem in met een subsidieverlening van € 1,5 miljoen voor drie jaar, gebaseerd op het toekomstplan Van Cobra Museum voor moderne kunst naar Museum Cobra. Het museum geeft daarin te kennen te zullen werken aan meer bezoekers, meer eigen inkomsten en nieuwe sponsoren. Conform de titel van het toekomstplan is de naam van het museum vereenvoudigd tot het kernachtiger Museum Cobra.

## Tentoonstellingen (selectie)

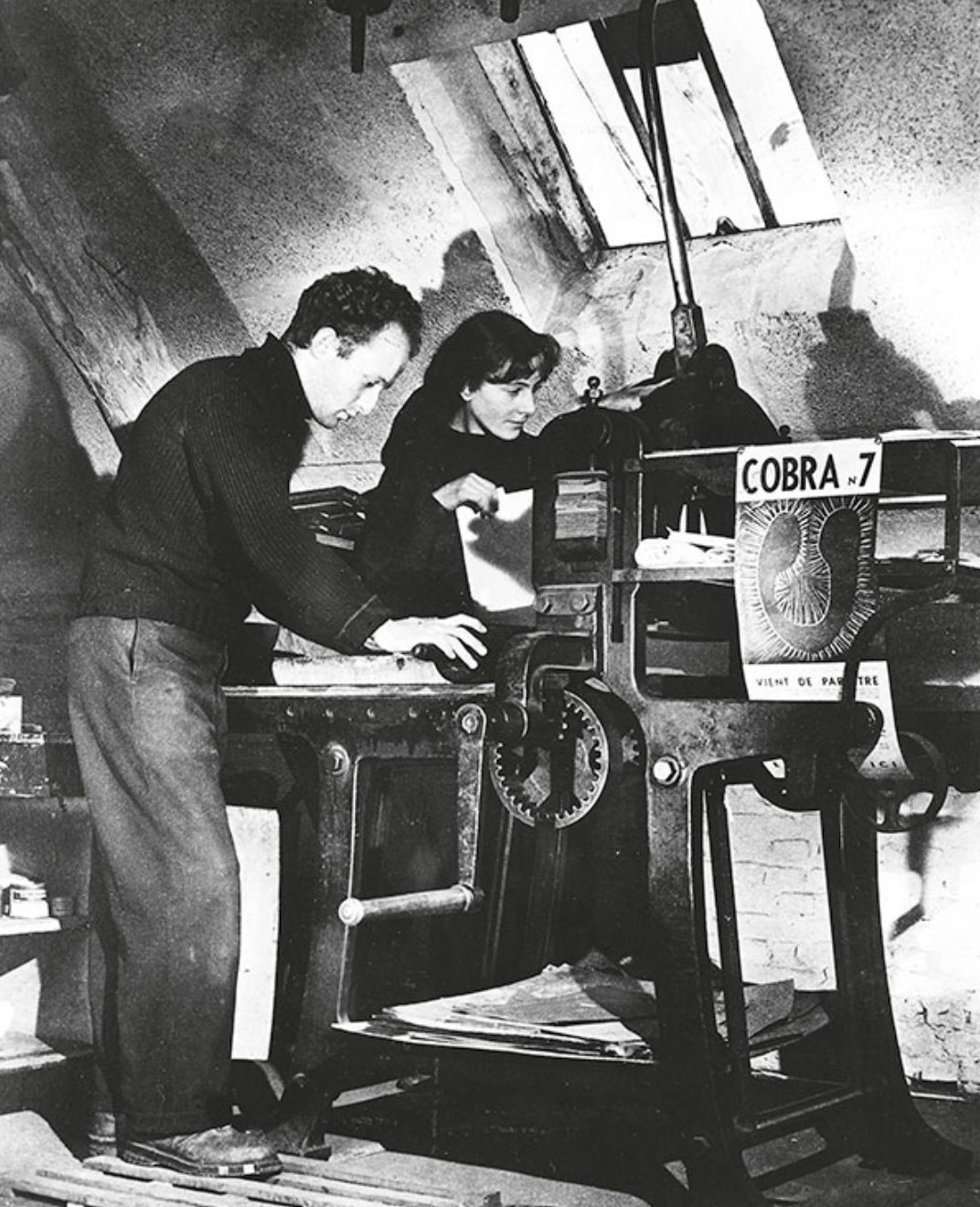
Cobra-kunstenaars

- Guggenheim Collection to the Cobra Museum of Modern Art (2014)
- Miró & CoBrA, experimenteel spel (2016)
- Le Corbusier's vierde dimensie (2017)
- Eugène Brands: Van huiskamer tot heelal (2018)
- Een ontembare kracht: Het kind als inspiratiebron (2019)
- Nieuwe Nuances: Vrouwelijke kunstenaars in en om Cobra (2019)
- This is Surrealism! The Boijmans Masterpieces (2020)
- Onder de Huid: Het leven en werk van Claude Cahun (2020)
- Frida Kahlo & Diego Rivera: A Love Revolution (2021)
- Constant 101: The future can be humane (2022)